# Benjamin Harrison
Benjamin Harrison (North Bend, Ohio; 20 de agosto de 1833-Indianápolis, Indiana; 13 de marzo de 1901) fue un abogado y político estadounidense que se desempeñó como el vigésimotercer presidente de los Estados Unidos entre 1889 y 1893. Es el primer presidente que grabó su voz en un fonógrafo y el primero con voz reconocible, y el primero de los dos presidentes que ha sido elegido para preceder y suceder en la presidencia la misma persona, junto a Joe Biden. Bajo su mandato se aprobó la Ley Sherman Antitrust.
Muchos han elogiado el compromiso de Harrison con los derechos de voto de los afroestadounidenses, su ética de trabajo y su integridad, pero los académicos e historiadores generalmente lo clasifican como un presidente promedio, debido a la naturaleza sin incidentes de su mandato.

## Biografía

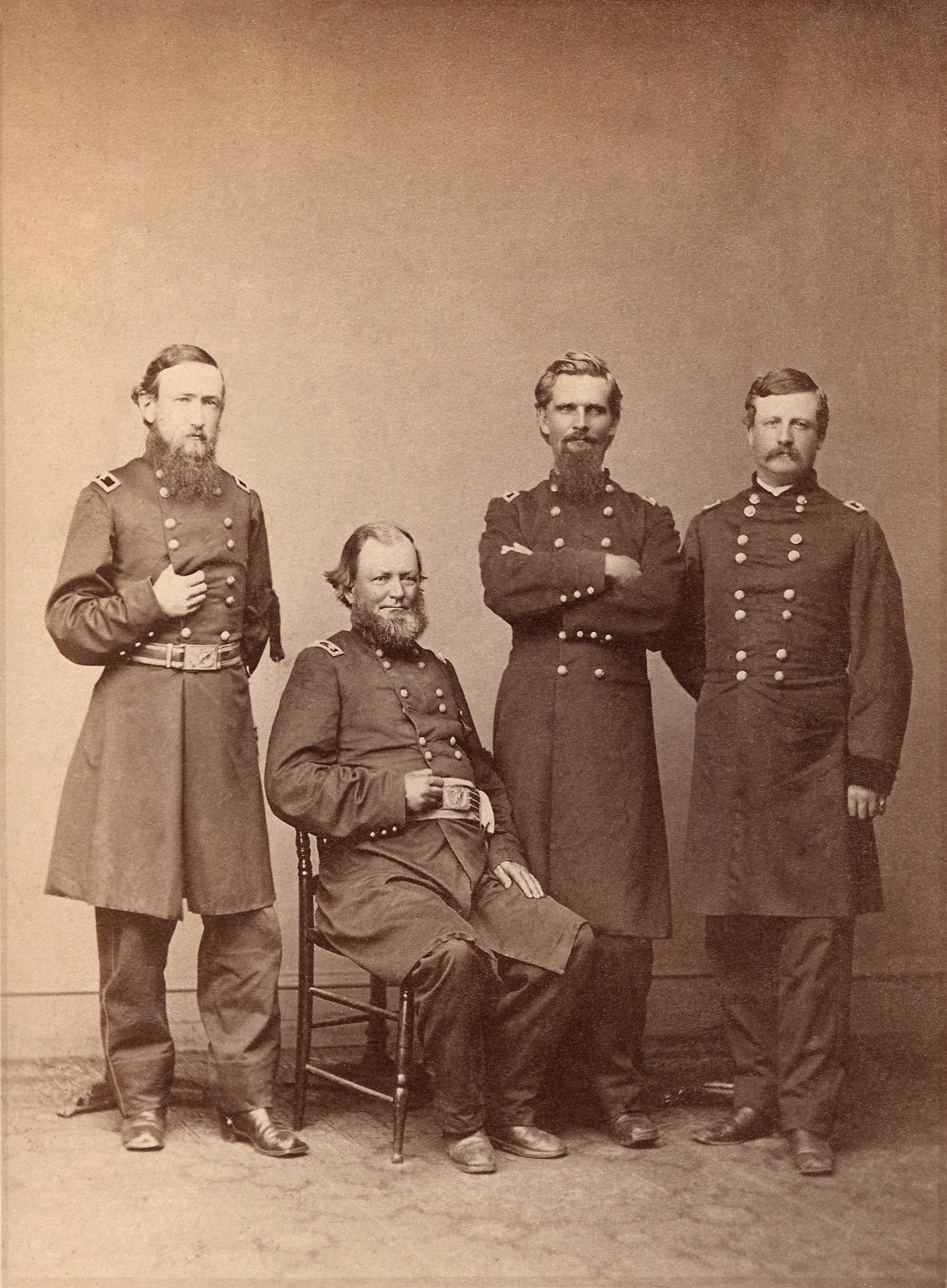
El general Harrison (a la izquierda) con otros comandantes del XX Corps, en 1865.

Bisnieto de un firmante de la Declaración de Independencia y nieto del presidente William Henry Harrison, Benjamin nació el 20 de agosto de 1833, en North Bend, Ohio.
Licenciado en Leyes por la Universidad Miami, también en Ohio, ejerció como abogado desde 1854. De ahí pasaría a ser fiscal de Indianápolis, letrado de la Corte Suprema de Indiana y senador por el mismo estado entre 1881 y 1887. En 1876 perdió las elecciones a gobernador del estado.
Nunca mostró una ambición notable, por lo que aceptó la nominación republicana para las elecciones de 1888 como un deber: provenía de Ohio e Indiana, dos estados decisivos, no estaba relacionado con ninguno de los numerosos escándalos de corrupción que habían salpicado al Partido Republicano en los años precedentes y, además de eso, contaba con un apellido respetado y con el apoyo del republicanismo radical que había ganado la guerra de Secesión. No en vano, en 1871 el presidente Ulysses S. Grant lo había requerido para recurrir ante el Tribunal Supremo una sentencia adversa a un veterano de dicho conflicto, lo que le granjeó la simpatía de este colectivo. El propio Harrison luchó en la Guerra Civil, en la que alcanzó el rango de general de brigada.
Harrison fue un hombre de carácter frío y reservado. Parco en palabras, exigente con sus subordinados, carecía de una personalidad carismática. Si bien se ganó el respeto de sus correligionarios republicanos por su honradez, infrecuente en el partido en esos años, para Theodore Roosevelt Harrison no era más que «un viejo salmo de Indiana, de sangre fría y mente estrecha».

## Presidencia

Resultados de las elecciones de 1888.

Las elecciones de 1888 son, junto con las de 1824, 1876, 2000 y 2016 las únicas en las que el candidato ganador perdió el voto popular: Benjamin Harrison obtuvo 5.443.000 votos frente a los 5.534.000 de Cleveland. En la derrota de este último jugó un papel decisivo la actitud del aparato del propio Partido Demócrata de Nueva York, el Tammany Hall, enfrentado al presidente Cleveland por sus medidas contra la corrupción. Finalmente, los 36 votos electorales del estado de Nueva York fueron para el candidato republicano, Harrison. El director de campaña de este admitiría que Harrison ignoraba «lo cerca que muchos estuvieron de prisión por llevarlo a la Casa Blanca».

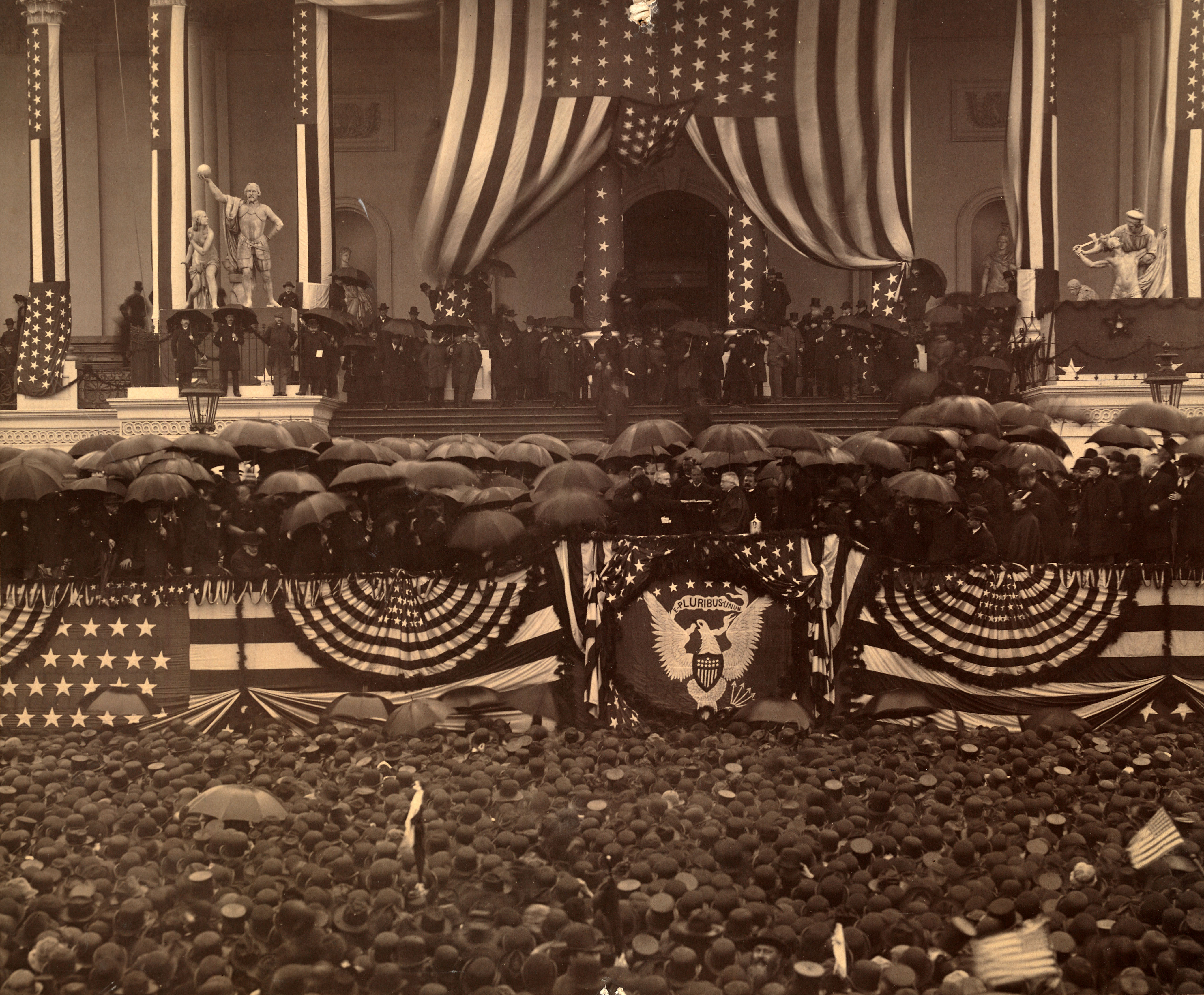
Investidura presidencial de Benjamin Harrison, el 4 de marzo de 1889. Cleveland sostiene el paraguas de Harrison.

Por lo tanto, Benjamin Harrison no ganó por una victoria aplastante, pero recogió una herencia política y económica desconocidas hasta la fecha. En primer lugar y por primera vez en décadas, los republicanos tenían mayoría tanto en el Senado, como en la Cámara de Representantes. Y en segundo lugar, la Unión consiguió, por vez primera en su historia, un superávit de mil millones de dólares, que se invirtieron en una serie de grandes obras públicas, como la mejora de numerosas instalaciones portuarias y fluviales. Se subvencionaron desde compañías de vapores hasta envasadoras de carne de cerdo y se pagaron muchas pensiones a veteranos de guerra; siendo la devolución de impuestos especiales cobrados durante la guerra civil estadounidense a los Estados de la Unión uno de los mayores gastos. Esta propensión al gasto acabaría pasando una costosa factura al Tesoro público.
Cuando, en las elecciones de 1890, los demócratas recuperaron la mayoría en la Cámara, la administración Harrison ya había aprobado los cuatro grandes proyectos legislativos por los que se la recuerda: la ley de Pensiones para mutilados y veteranos de guerra, la ley Sherman antitrust, la ley Sherman de Compra de Plata y la tarifa McKinley. Las dos primeras de estas medidas reforzaron la popularidad de la administración Harrison. Las dos últimas, en cambio, la redujeron sensiblemente.
La ley Sherman, concebida contra los trusts y ratificada en 1890, declaraba ilegal cualquier fusión de empresas que restringiera el comercio entre Estados o con naciones extranjeras. La ley tipificaba como delitos las prácticas monopolísticas y el dumping, para los que reservaba multas de 5000 dólares o penas de hasta un año de prisión. No obstante, esta ley no fue muy efectiva, al menos no inmediatamente. Vaga en su redacción, la ley Sherman se fue reforzando con sucesivos presidentes, ya en el siglo XX. 
Una de las medidas más polémicas de la administración Harrison fue la Ley de Compra de Plata, que obligaba al Tesoro a comprar a precio de mercado 4,5 millones de onzas de plata al mes. El Tesoro emitió pagarés que los titulares podrían cobrar en plata o en oro. Ya que nadie quiso cobrar sus pagarés en plata, pronto se hizo evidente que el Tesoro podría ver agotadas sus reservas de oro de mantenerse esta dinámica. La ley fue abolida en 1893 por Cleveland sin que hubiera logrado su objetivo de fijar definitivamente el precio de la plata. Esta ley se enmarca en los conflictos entre platistas y defensores del patrón oro anteriores a la adopción de este último en 1900 por el presidente McKinley. La ley de Compra de Plata fue también una manifestación más de la absoluta divergencia de intereses económicos entre el norte industrial y defensor del patrón oro, y el sur y oeste agrarios y platistas.
La ley de Compra de Plata es el principal motivo por el que se suele culpar a Harrison de la grave crisis económica que padeció Estados Unidos durante el mandato de su sucesor. No obstante, también fue muy criticada su decisión de elevar el arancel proteccionista al 48%. Si bien con esta medida, la tarifa McKinley, se pretendía proteger la producción agrícola nacional (el azúcar cubano estaba exento), el resultado fue la contracción del comercio y una inflación galopante de los productos agrícolas. Además, otra consecuencia de esta crisis fue la aplicación de la citada ley de Compra de Plata, ideada como una suerte de compensación a los sectores agrícolas del sur y el oeste perjudicados por las consecuencias de la tarifa McKinley. 
Todas estas medidas de carácter económico, unidas al despilfarro en el gasto público (los demócratas se refirieron al mandato de Harrison como el Congreso de los 2000 millones) y el consecuente déficit del Tesoro -que, hasta hacía poco gozaba de superávit- han determinado considerablemente el juicio histórico de la presidencia de Benjamin Harrison.
Harrison fue, probablemente, el primer presidente que, en algunos momentos de su mandato, prestó una mayor atención a la política internacional que a la nacional. Su secretario de Estado, John W. Foster, negoció la incorporación de Hawái a la Unión, tras amparar el derrocamiento de la reina Liliuokalani en 1893. Sin embargo, cuando Cleveland recuperó la presidencia unos pocos meses después condenó la complicidad estadounidense en ese golpe de Estado y retiró del Senado el Tratado de anexión que se estaba negociando. Finalmente, el archipiélago hawaiano no pasó a manos estadounidenses hasta la presidencia de McKinley, en 1898, si bien no se incorporó a la Unión como estado federado de pleno derecho hasta 1959, siendo el último estado constituido en EE. UU. hasta la fecha. 
También es reseñable que durante el mandato de Harrison se incorporaron a la Unión seis estados más: Washington, Montana, Dakota del Norte, Dakota del Sur, Idaho y Wyoming. Además, en 1889, la capital federal, Washington D. C. acogió el primer Congreso Panamericano. Durante la celebración de este congreso internacional se realizó una grabación de un discurso de Harrisonⓘ que ha llegado hasta nuestros días, en los que constituye la grabación más antigua de la voz de un presidente estadounidense.

## Últimos años y muerte
Harrison dejó el cargo en marzo de 1893, tras perder frente a Cleveland en las elecciones de 1892. Dos semanas antes de las elecciones, el 25 de octubre de 1892, perdió a su esposa, Caroline Lavinia Scott, víctima de la tuberculosis. Harrison se veía de pronto viudo y expulsado de la presidencia. Tras asistir a la toma de posesión de Cleveland, se retiró a Indianápolis. 

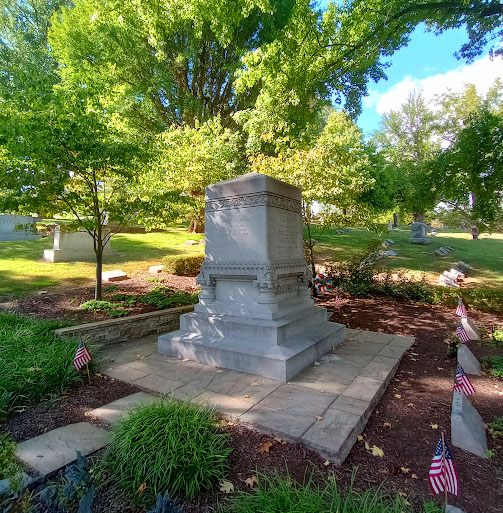
Tumba del presidente Harrison en el Cementerio Crown Hill

Durante los siguientes años, Harrison se consagró a su trabajo como abogado y profesor de la Universidad de Stanford. En 1896 se casó con Mary Scott Lord Dimmick, una viuda veinticinco años más joven que él. Ese mismo año, defendió en París, ante la comunidad internacional, la postura de Venezuela frente a las pretensiones del Reino Unido de apropiarse de la Guyana. Para ello, el expresidente redactó un informe de 800 páginas, que expuso en veinticinco horas, durante cinco días. Pese a ello, el gobierno británico obtuvo el 90% del territorio que reclamaba. 
Rehusó volver a presentarse a las elecciones de 1896, "cediéndole" la candidatura republicana a William McKinley, quien, a la postre ganó las elecciones. 
Cayó enfermo unos años después, y en 1901 murió de neumonía tras sufrir una severa gripe.